# Garbage in, garbage out
Garbage in, garbage out es una expresión en informática, que se puede entender como «basura entra, basura sale» (GIGO en inglés) es un concepto que se relaciona con la calidad de la información o los productos que ingresan a un sistema, si la calidad de lo que ingresa no es buena, el resultado normalmente tampoco es bueno .
El principio también aplica más generalmente a todo análisis y lógica, en aquellos argumentos si sus premisas son defectuosas.

## Historia
Es una frase que se comenzó a usar en los inicios de la computación, pero aplica aún más hoy, cuándo los ordenadores potentes pueden producir cantidades grandes de información o datos erróneos. El primer uso de la frase se dio el 10 de noviembre de 1957, en un artículo periodístico sobre un trabajo de matemáticos del ejército de los Estados Unidos y su trabajo con ordenadores, el especialista William D. Mellin explicó que los ordenadores no pueden pensar y que "programar de forma descuidada" las entradas inevitablemente dirigen a resultados incorrectos. El principio subyacente fue notado por el inventor del primer dispositivo informático programable:
   

En dos ocasiones me han preguntado, "Decia el Sr. Babbage, si tu introduces en la máquina cifras erróneas, ¿saldrán las respuestas correctas?" ... No soy capaz de comprender correctamente el tipo de confusión de ideas que podría provocar tal pregunta.
Charles BabbagePassages from the Life of a Philosopher

## Usos
El término también se puede utilizar como explicación de la mala calidad de un archivo de audio o video digitalizado. Si bien la digitalización puede ser el primer paso para limpiar una señal, por sí sola esta no mejora la calidad. Los defectos en la señal analógica original se registrarán fielmente, pero pueden identificarse y eliminarse en un paso posterior mediante el procesamiento de la señal digital.
GIGO es generalmente utilizado para describir fracasos en la toma de decisiones debido a datos imprecisos o datos erróneos o con fallos.